# Tachinomyia floridensis
Tachinomyia floridensis là một loài ruồi trong họ Tachinidae.